# Dorfkirche Dörstewitz

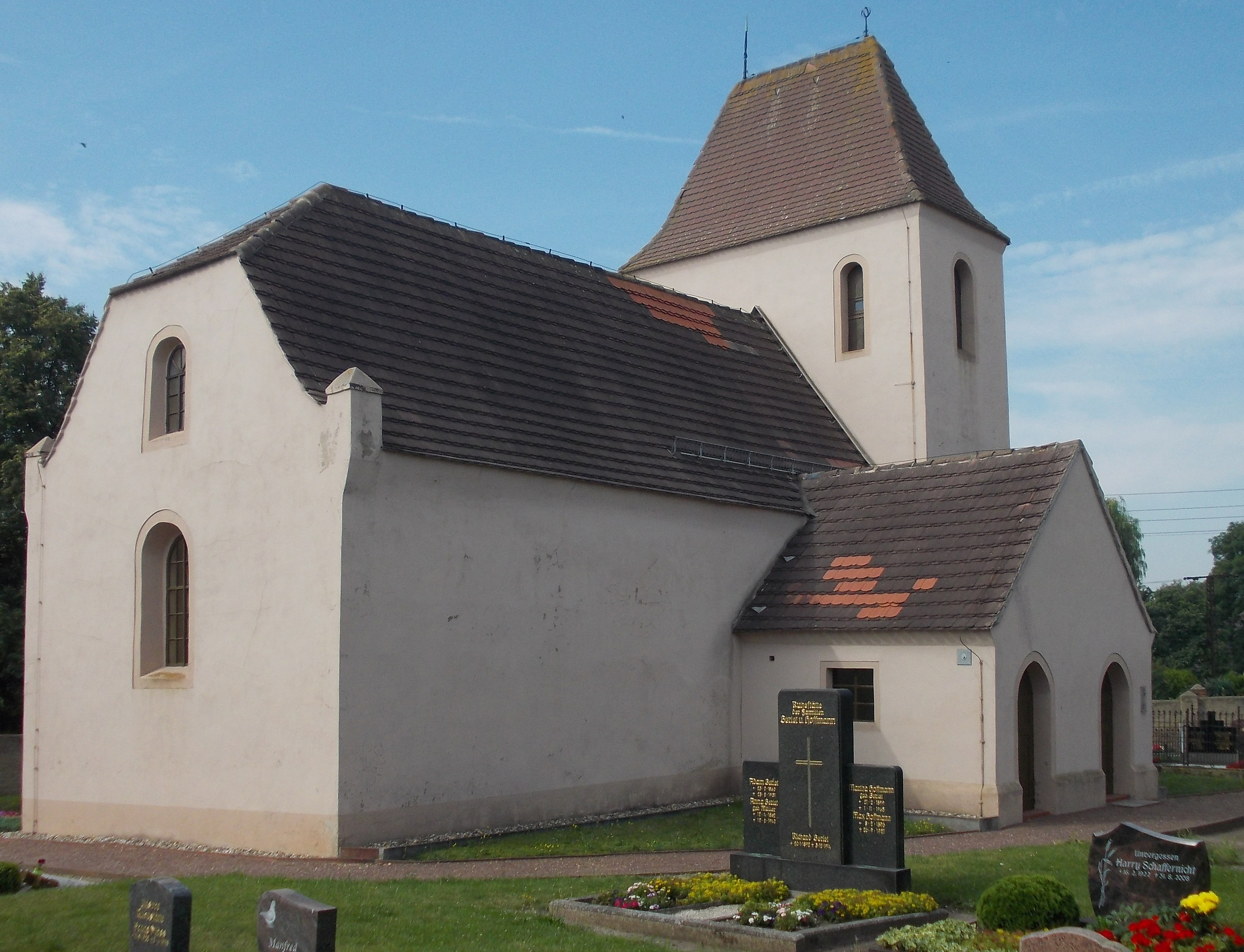
Dorfkirche Dörstewitz

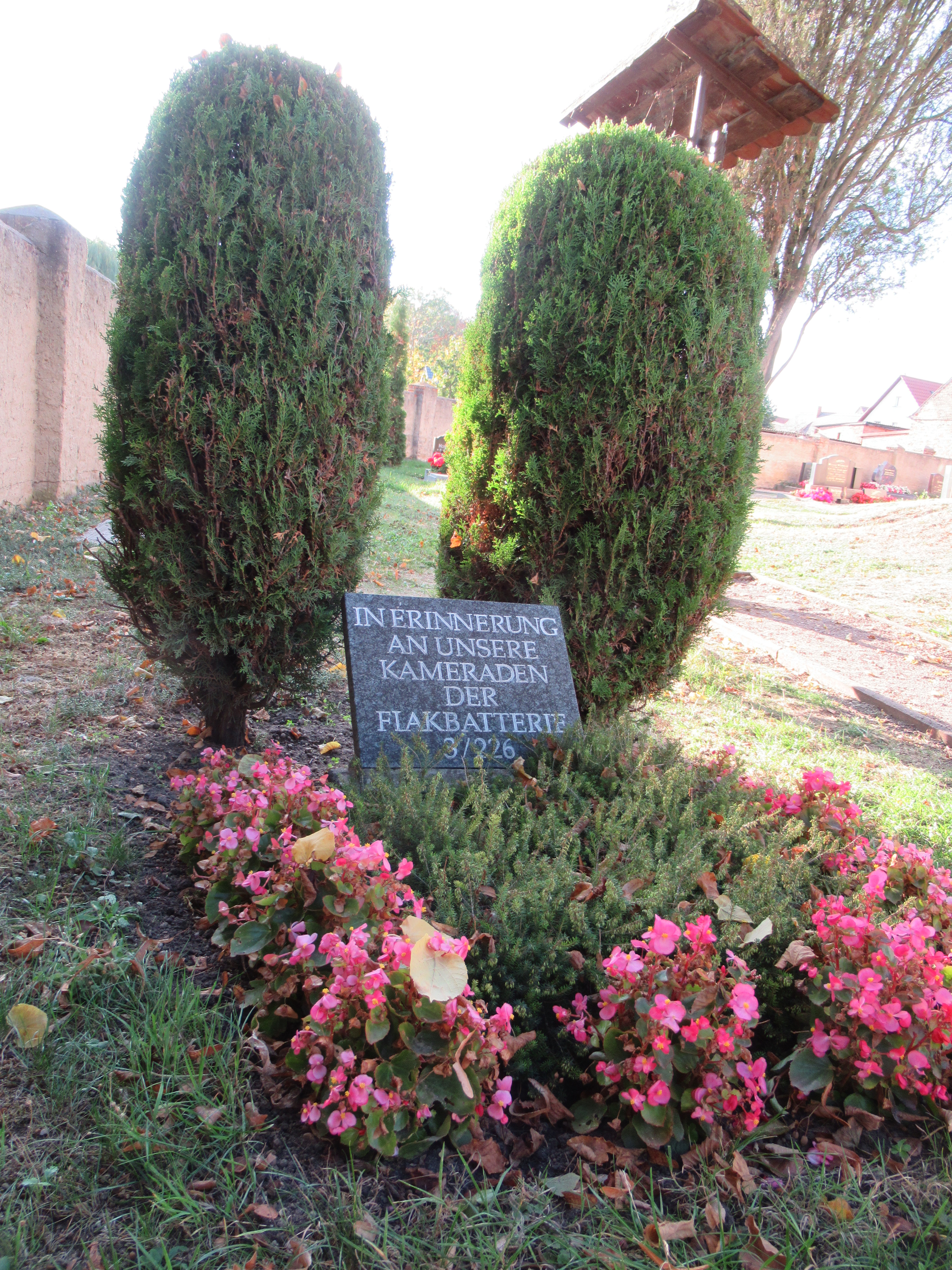
Grab und Gedenkstein für die gefallenen Flaksoldaten

Die Dorfkirche Dörstewitz ist ein evangelisches Kirchengebäude in Dörstewitz, einem Ortsteil der Einheitsgemeinde Schkopau im Saalekreis in Sachsen-Anhalt. Sie gehört zur Kirchengemeinde Dörstewitz im Pfarrbereich Bad Lauchstädt des Kirchenkreises Merseburg der Evangelischen Kirche in Mitteldeutschland. Im örtlichen Denkmalverzeichnis ist die Kirche unter der Erfassungsnummer 094 20493 als Baudenkmal aufgeführt.

## Lage
Die Kirche befindet sich zentral im Ortskern von Dörstewitz an der heutigen Straße der Einheit.

## Geschichte
Die ursprüngliche Dörstewitzer Kirche war eingestürzt und wurde 1697 wieder aufgebaut. Die Jahreszahl findet sich an der südlichen Mauer des Turms. Dörstewitz gehörte zwischen 1656 und 1738 zum Sekundogenitur-Fürstentum Sachsen-Merseburg und bis 1815 zum Amt Merseburg des Hochstift Merseburg, das seit 1561 unter kursächsischer Hoheit stand.
Auf dem Kirchhof befindet sich das Gemeinschaftsgrab von Gefallenen einer in der Nachbarschaft eingesetzten Flakbatterie. An sie erinnert eine Gedenktafel mit der Inschrift: In Erinnerung an unsere Kameraden der Flakbatterie 3/226.

## Architektur
Der ab 1697 erbaute und 1950 restaurierte heutige schlichte Putzbau besitzt einen gleich breiten, querrechteckigen Westturm mit Walmdach. Die Fenster des Turms und des Kirchenschiffs sind im oberen Teil als Segmentbogen ausgeführt.

## Ausstattung
Im westlichen Teil des Saalbaus mit Holztonnengewölbedecke befindet sich eine dreiseitige Empore. Der Kanzelaltar aus dem frühen 18. Jahrhundert ist mit reich geschnitzten Akanthuswangen und seitlichen Kommunikantentüren versehen. Die hölzerne Taufe mit Lesepultaufsatz stammt ebenfalls aus dem frühen 18. Jahrhundert.
Der ornamental-figural beschnitzte Altar wurde um 1500/10 erbaut. Er besitzt einen Flügelschrein, dessen Äußeres schlicht weiß übertüncht wurde. Im Inneren befindet sich auf Goldgrund mit eingepressten Arabesken unter zierlichem spätgotischen Rankenwerk in der Mitte Maria mit dem Kinde, rechts neben ihr ein barhäuptiger Heiliger mit einem Palmenzweig in der rechten Hand und links Barbara von Nikomedien mit einem Kelch. In den quergeteilten Flügeln befindet sich links oben Johannes mit einem Kelch und Petrus mit einem Schlüssel, links unten Agnes von Rom mit einem Lamm auf dem Arm und rechts neben ihr eine gleich ihr gekrönte Heilige, der das Attribut der Linken verloren gegangen ist. Rechts oben findet sich Jakobus der Ältere mit Pilgerhut, rechts neben ihm ein betender barhäuptiger Heiliger mit langem Vollbart, dem das Attribut des Linken verloren gegangen ist. Rechts unten findet sich Katharina von Alexandrien mit Schwert und rechts daneben eine Figur, der das Attribut der Linken verloren gegangen ist.
Neben der hölzernen Taufe besitzt die Kirche in Dörstewitz ein, für diese Gegend seltenes, Messingtaufbecken, in dessen Mitte sich ein getriebenes Relief der Verkündigung des Herrn befindet. Über Maria schwebt der heilige Geist in Form einer strahlenumgebenen Taube. Zwischen Erzengel Gabriel und der knienden Jungfrau Maria steht ein Lilienstock.
Im Turm befinden sich zwei Glocken mit jeweils 72 und 53 Zentimeter Durchmesser. Die größere Glocke ist ein Umguss von 1817, auf dem sich eine Passionsgruppe befindet, über deren Kruzifix zwei Engel schweben. Die kleinere Glocke von 1654 besitzt zwei Umschriften: HIOB AM XIX. ICH WEISS, DASS MEIN ERLOESER LEBET. MDCLIIII. sowie DIE EHRE ALLEIN DEN LIBEN GOTT GEBE ICH VOR VND NACH MEINEN TODT. SIMON WILDT I. HALL.